# Mesosemia menoetes
Mesosemia menoetes is een vlindersoort uit de familie van de prachtvlinders (Riodinidae), onderfamilie Riodininae.
Mesosemia menoetes werd in 1859 beschreven door Hewitson.